# Cecilio Garza Limón
Cecilio Garza Limón (* 28. November 1952 in Mexiko-Stadt) ist ein mexikanischer Botschafter.

## Leben
Cecilio Garza Limon studierte Politikwissenschaft mit Vertiefung internationale Beziehungen am Institut d’études politiques de Paris. Er ist Master und wurde an der Universität von Paris zum Doktor der Kameralistik promoviert. Er ist Master der Betriebswirtschaft der University of Vermont. Er studierte Rechtswissenschaft an der Universidad Iberoamericana. Cecilio Garza Limon ist mit Sharon Martens Endicott verheiratet.
Die Regierung Vicente Fox ernannte ihn am 4. September 2002 zu ihrem Generalkoordinator für internationale Beziehungen. Im Secretaría de Relaciones Exteriores war er Staatsminister für Handel und Tourismus. Vom 9. August 1995 bis 8. August 1999 war er Botschafter in Seoul in Südkorea. Von 1999 bis zum 9. November 2001 war er Botschafter in Peking in der Volksrepublik China. Für die Bancomext war er Handelsrat in Frankreich. In der Secretaría de Pesca leitete er die Abteilung Fischfang in Colima. Er war Generalkoordinator der Conferencia Mundial de Juventud México vom 23. bis 27. August 2010 in Monterrey.
| Vorgänger              | Amt                                                                  | Nachfolger                   |
| ---------------------- | -------------------------------------------------------------------- | ---------------------------- |
| Manuel Uribe Castañeda | Mexikanischer Botschafter in Seoul 9. August 1995 bis 8. August 1999 | Rogelio Granguillhome Morfín |
| Luis Wybo Alfaro       | Mexikanischer Botschafter in Peking 1999 bis 9. November 2001        | Ismael Sergio Ley López      |